# Geisy Arruda
Geisy Vila Nova Arruda (Diadema, 5 de junho de 1989) é uma empresária, atriz, e  repórter  brasileira que ficou conhecida após ter sido hostilizada por colegas da universidade em que estudava, por usar um vestido curto.

## Biografia
Geisy Arruda nasceu em 5 de junho de 1989, filha de pais oriundos do estado de Pernambuco e residentes em São Paulo. 
No dia 22 de outubro de 2009, então estudante do curso de turismo da Universidade Bandeirante de São Paulo, Geisy foi hostilizada por conta de um vestido rosa-choque, considerado curto demais por outros alunos. A hostilização ganhou proporções que fugiram do controle da universidade, exigindo a presença da Polícia Militar para a proteção da aluna e sua saída do recinto. Os vídeos do caso, que foram gravados a partir das câmeras de celulares de outros alunos, logo se disseminaram na internet. O caso ganhou destaque na grande mídia nacional e impacto internacional, chegando a ser noticiado no The Guardian, Pakistan News, Examiner, Yahoo! Voices, The New York Times e Associated Press, com direito a reportagem na CNN. Apesar de ter sido vítima, chegou a ser expulsa da universidade. Embora sua expulsão tenha sido revogada, ela decidiu que não voltaria a frequentar a faculdade. Posteriormente, a ação dos alunos que a hostilizaram foi repudiada e classificada como sexista pelo corpo feminino que compõe a União Nacional dos Estudantes (UNE). A Ordem dos Advogados do Brasil pediu retratação pública à aluna pela Uniban. Os senadores Valter Pereira e Eduardo Suplicy se posicionaram contra o incidente.

## Carreira
No ano seguinte, Geisy transformou a seu favor a infelicidade de ser hostilizada publicamente ao se tornar empresária, lançando sua grife de roupas Rosa Divino. Ela também protagonizou um videoclipe da banda Inimigos da HP, foi capa de revistas (recebendo ainda um convite para posar na Playboy), manteve-se na mídia através de diversos programas televisivos e em jornais de grande circulação, e estudou teatro na escola Oficina de Atores do professor Nilton Travesso. Em setembro, estreou como participante da terceira temporada do reality show A Fazenda, e foi a segunda eliminada. Em novembro de 2010, foi a estrela do mês de aniversário da revista Sexy.
Gravou como apresentadora para um programa na TV Cidade, em Fortaleza. O nome seria Rosa Choque e deveria ir ao ar nos fins de semana com 1 hora de duração. A estreia no dia 12 de fevereiro de 2011 foi cancelada, devido as exigências feitas por sua empresária, Adriana Pessoa, não caberem nas condições da emissora.
Estreou como atriz no quadro humorístico "Escolinha do Gugu", exibido dentro do Programa do Gugu, onde interpretou uma personagem homônima Geisy. Seu bordão no programa era "Repito de ano, mas não repito o vestido".
Em 2016, posou nua novamente para a revista Sexy, lançou uma linha de cosméticos e um blog de moda.

## Vida pessoal
No começo de 2010, participou do quadro "Vai Dar Namoro", no programa O Melhor do Brasil. Após mais de um mês de seleção, escolheu o fazendeiro Diego Silva, de Frutal, Minas Gerais. Eles terminaram após um mês devido a problemas de distância.
Em novembro de 2012 realizou uma labioplastia, alegando que sentia vergonha de sua vagina, e que ela se assemelhava a uma couve-flor.

Na verdade eu tinha uma relação muito conturbada com a minha vagina. Era algo que me incomodava muito, eu tinha muita vergonha. Sempre foi assim mas eu nunca tinha reparado, então comecei a ver a de amigas e reparar que eu era diferente. Na relação o que mais me constrangia era o sexo oral, era algo que eu não deixava fazer em mim, tinha vergonha de que o meu companheiro percebesse esse exagero nos lábios. Isso me atrapalhava muito. Não tinha preliminares, era uma coisa que eu pulava.

Geisy Arruda, sobre a cirurgia genital
Namorou o ex-jogador de futebol e empresário Ricardo de Souza. Juntos inauguraram um restaurante japonês no bairro Moema, São Paulo, em 10 de dezembro de 2013. Em maio de 2014, após terminar seu namoro, anunciou via redes sociais que estava grávida de dois meses e meio. Porém, ela sofreu um aborto espontâneo pouco depois.
Após especulações da imprensa, no início de 2019 Geisy Arruda assumiu publicamente ser bissexual. Solteira desde 2014, é eventualmente vista pela mídia acompanhada de homens e mulheres, alguns deles anônimos, e outros famosos.

## Filmografia

### Televisão
| Ano       | Programa                     | Emissora  | Nota                                       |
| --------- | ---------------------------- | --------- | ------------------------------------------ |
| 2010      | A Fazenda                    | RecordTV  | Participante (Temporada 3)                 |
| 2011-2012 | Programa do Gugu             | RecordTV  | Dona Geisy (Quadro "Escolinha do Gugu")    |
| 2015-2017 | Bastidores do Carnaval       | RedeTV!   | Repórter e comentarista                    |
| 2015-2016 | The Noite com Danilo Gentili | SBT       | Ela mesma (Quadro "Meninas do Dan")        |
| 2016      | TV Fama                      | RedeTV!   | Repórter                                   |
| 2016      | Multi Tom                    | Multishow | Ela mesma (Quadro "Casa das Celebridades") |

### Internet
| Ano           | Título                 | Cargo         | Plataforma |
| ------------- | ---------------------- | ------------- | ---------- |
| 2019-presente | Ponto G - Geisy Arruda | Apresentadora | YouTube    |

### Plataformas de conteúdo adulto
| Ano           | Plataforma |
| ------------- | ---------- |
| 2021-presente | OnlyFans   |
| 2022-presente | Privacy    |

### Videoclipes
| Ano  | Canção                            | Artista           | Ref    |
| ---- | --------------------------------- | ----------------- | ------ |
| 2010 | "Regininha"                       | Inimigos da HP    | [ 36 ] |
| 2013 | "Aow Potência"                    | Leandro & Gustavo | [ 37 ] |
| 2013 | "Joga Pra Frente, Joga Pra Atrás" | MC Du Conventi    | [ 38 ] |
| 2014 | "Dancinha do Verão"               | Brandão e Rodrigo |        |
| 2014 | "Amor à Milanesa"                 | Alex Ventura      | [ 39 ] |

## Polêmicas e mudanças estéticas

### 2016
No início de 2016, chegou a ser expulsa do desfile São Paulo Fashion Week após um episódio constrangedor. Durante a transmissão do carnaval da RedeTV!, onde trabalhou como repórter, entrou em atritos com Val Marchiori.

Olha, eu acho que entre usar um vestido cor de rosa do que dar um golpe da barriga, eu acho melhor usar vestido cor-de-rosa

Geisy Arruda, sobre atritos com Val Marchiori
No mesmo ano, após atritos com Sonia Abrão, ao inicio do governo Michel Temer, chegou a afirmar que assumiria a então recém criada Secretaria da Cultura, onde prometeu que, caso fosse secretária, asseguraria uma ampla oferta cultural para a classe C. Além disso, na hipótese que fosse secretária, removeria a obrigação que as mulheres têm hoje de depilar-se e de usar absorvente. Chega a propor também, medidas para diminuir o assédio sexual existente no metrô.

No metrô, implementaria o uso de cintos de castidade com carga elétrica por parte das mulheres. Encoxou a mulher, cortou o piu-piu. Seria uma medida paliativa até eles aprenderem a se comportar, é uma medida educativa mesmo

Geisy Arruda, sobre o combate ao assédio sexual no transporte público
Ainda em 2016, após emagrecer 15 quilos, falar abertamente sobre sua orientação sexual e também de suas preferências sexuais, decidiu mudar o visual e ficar morena, após 15 anos de cabelos loiros. Ainda no mesmo ano, surgiu num site espanhol de prostituição, diversas fotos íntimas da atriz, que afirmou que entraria com uma ação contra o site caso suas fotos não fossem retiradas do ar. Envolveu-se em polêmicas com Luana Piovanni ao comparar os ensaios sensuais que ambas fizeram ainda em 2016. No final do ano, a atriz fez um vídeo educativo sobre a independência do Brasil, para um site da Rede Globo; ganhou destaque quando a mesma posou para uma grife evangélica plus size.

Parei de querer ser magra

Geisy Arruda, quando posou para uma marca evangélica plus size
Além disso, surpreendeu a todos quando passou a usar roupas mais comportadas - em contraste com a Geisy Arruda que ganhou fama por ir de vestido curto a faculdade - e admitiu: "Periguete tem prazo de validade e o meu venceu". Apesar da nova fase, a blogueira anunciou um novo pacote de investimentos na casa dos 200 mil reais na própria imagem e intelecto, anunciando que iria fazer tratamentos dentários, cirurgias plásticas, curso de inglês e outros, sendo o maior pacote de investimentos desde a cirurgia de reconstrução da genitália. Ainda no dia 7 de dezembro, revelou ao vivo no palco do Programa do Gugu a transformação radical, com direito a lente de contato dental no valor de 100 mil reais. 

### 2020 - atualmente
Em 2020, no auge da pandemia de coronavírus, Geisy fez críticas à gestão do presidente Bolsonaro e anunciou uma live sensual para promover o seu livro. Geisy aderiu às plataforma de conteúdo adulto, em 2021 entrou na OnlyFans e em 2022 na Privacy.